# ミハエラ・ヴェルネロヴァ
ミハエラ・ヴェルネロヴァ（Michaela Vernerová、1973年9月15日 - ）はチェコの中央ボヘミア州出身の柔道選手。階級は57kg級。身長167cm。

## 人物
1996年のアトランタオリンピック61kg級では初戦で敗れた。1997年のヨーロッパ選手権で3位になった。1998年の世界学生57kg級で2位に入った。1999年のヨーロッパ選手権で3位になると、ユニバーシアードでは2位になった。世界選手権では銅メダルを獲得した。2000年のヨーロッパ選手権では3位になるも、シドニーオリンピックでは初戦で敗れた。世界学生では3位だった。2001年のユニバーシアードでは3位だった。

## 主な戦績
61kg級での戦績
- 1993年 - チェコ国際　優勝
- 1995年 - チェコ国際　優勝
- 1997年 - ヨーロッパ選手権　3位

57kg級での戦績
- 1998年 - 世界学生　2位
- 1999年 - 福岡国際　3位
- 1999年 - ヨーロッパ選手権　3位
- 1999年 - ユニバーシアード　2位
- 1999年 - 世界選手権　3位
- 2000年 - ドイツ国際　3位
- 2000年 - ヨーロッパ選手権　3位
- 2000年 - 世界学生　3位
- 2001年 - フランス国際　2位
- 2001年 - ユニバーシアード　3位